# Thure Gerhard Nubbe
Thure Gerhard Nubbe, född 1728 i Göteborg, död 9 april 1805 i Göteborg, var en svensk konterfejare, målarmästare och kyrkomålare.
Han var son till skräddarmästaren Nicolaus Victor Nubbe och Anna Larsdotter och gift med Brita Jonasdotter Norberg. Nubbe inskrevs 1743 som lärgosse för kyrkomålaren Michael Carowsky och han blev mästare 1760. Han var ålderman i Göteborgs målarämbete 1774-1785. Bland hans arbeten märks altartavlan i Norra Björke kyrka i Västergötland. Han nämns som intagen på fattighuset i Göteborg 1802.   